# Edmond Mordret
Edmond Mordret, né le 23 février 1787 à Pont-de-l'Arche et mort à Évreux le 3 février 1855, est un poète et dramaturge français.

## Biographie
Père d’Eugène Mordret, poète comme lui, qui ne lui survécut que d’un an, Edmond Mordret apprit la versification de bonne heure à son fils dont les talents ne devaient pas se réaliser en raison de la fièvre cérébrale qui l’emporta prématurément, à l’âge de vingt-cinq ans, alors qu’il était revenu à Évreux consoler sa mère et terminer l’éducation de son jeune frère. Lui-même a publié une tragédie et un recueil de poésies.

## Œuvres
- Fragments, poésies, Paris, 1824, in-12°.
- Séjan, tragédie, Paris, 1826, in-8°[2].

## Pour approfondir